# Risc aviari

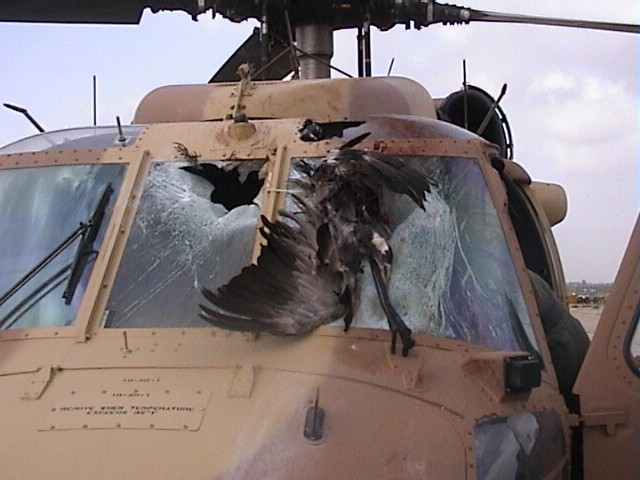
Un UH-60 Black Hawk després de col·lisionar amb un grúid

Risc aviari és un concepte que en aeronàutica fa referència al perill de col·lisió entre una aeronau i un animal volador, normalment un ocell o un ratpenat. El xoc contra un ocell és un dels perills per a la seguretat aèria, i han causat un nombre d'accidents amb víctimes humanes. És petit el nombre d'accidents greus que afectin aeronaus civils i s'ha estimat que es produeix un accident amb pèrdua de vides humanes per cada mil milions d'hores de vol. La major part dels xocs amb aus (65%) danya lleument l'aeronau; si bé la col·lisió sol ser mortal per als ocells.
La majoria dels accidents es produeixen quan l'au colpeja el parabrisa o és engolida pels motors. Aquests accidents causen uns danys anuals que s'han estimat en 400 milions de dòlars als Estats Units i fins a 1200 milions en avions comercials de tot el món.